# يوزيف كيس
يوزيف كيس (بالمجرية: Kiss József)‏ هو مهندس مجري، ولد في 18 مارس 1748 في بودا في المجر، وتوفي في 13 مارس 1813 في سومبور في صربيا.